# Clarias batrachus
Clarias batrachus е вид лъчеперка от семейство Clariidae. Видът не е застрашен от изчезване.

## Разпространение и местообитание
Разпространен е в Бангладеш, Виетнам, Индия (Утар Прадеш и Утаракханд), Индонезия (Калимантан, Суматра и Ява), Камбоджа, Китай (Гуандун, Гуанси, Гуейджоу и Фудзиен), Лаос, Малайзия (Западна Малайзия, Сабах и Саравак), Мианмар, Непал, Пакистан, Сингапур, Тайланд, Филипини, Шри Ланка и Япония.
Обитава крайбрежията на сладководни и полусолени басейни, лагуни, реки, потоци и канали. Среща се на дълбочина от 1 до 5,5 m.

## Описание
На дължина достигат до 47 cm, а теглото им е максимум 1190 g.